# Mihailo Grujić
Mihailo Grujić (Miloš Grujić, Grujić Mihály, Kraljevčani, 1861. augusztus 9. – Plaški, 1914. március 6.) károlyvárosi szerb ortodox püspök.

## Élete
1861-ben született a Zágráb vármegyei Kraljevčani községben, a helyi néptanító fiaként. A középiskolát Zágrábban végezte, jeles érettségije után pedig a zágrábi egyetemen jogot hallgatott, ahol 1882-ben az első államvizsgát is kitüntetéssel tette le. Szülei kívánsága szerint jogi tanulmányait megszakította és papi pályára lépett. 1886-ban Karlócán teológiát végzett. 1887-ben a károlyvárosi püspök világi pappá szentelte, pedig nőtlen volt, így a szokatlan eljárás nagy feltűnést keltett. A szolgálatot lelkészhelyettesként Mečenčani plébániáján kezdte, majd Marindolban folytatta. 1890-től szerzetes volt. 1890 őszén a karlócai papnevelő intézet tanára lett. 1891. október 15-én károlyvárosi püspökké választották, majd december 27-én felszentelték. Püspökként szigorúnak, energikusnak és szorgalmasnak ismerték. Méltóságánál fogva tagja volt a magyar főrendiháznak és a horvát országgyűlésnek is, mely 1906-ban a magyar képviselőházba delegálta. Politikusként gróf Khuen-Héderváry Károly magyar miniszterelnök köréhez tartozott, aki 1883 és 1903 között horvát bán volt. Grujić 1914-ben halt meg Plaškiban, és az ottani székesegyházban temették el.

## Fordítás
Ez a szócikk részben vagy egészben  a   Mihailo Grujić című horvát Wikipédia-szócikk fordításán alapul.  Az eredeti cikk szerkesztőit annak laptörténete sorolja fel. Ez a jelzés csupán a megfogalmazás eredetét és a szerzői jogokat jelzi, nem szolgál a cikkben szereplő információk forrásmegjelöléseként.